# Patricio de la Escosura
Patricio de la Escosura Morrogh (ur. 5 września 1807 w Madrycie, zm. 22 stycznia 1878) – hiszpański pisarz, dramaturg, mitolog, polityk, publicysta związany z romantyzmem. Autor powieści Los desterrados a Siberia (1839).